# Бадьяшур
Бадьяшу́р (рос. Бадьяшур) — річка в Ярському районі Удмуртії, Росія, ліва притока Вятки.
Бере початок на Верхньокамській височині, серед тайги. Протікає на південний схід та схід, впадає до річки В'ятка на кордоні з Глазовським районом.